# علامة لانتشيزي
علامة لَانتشيزي (بالإنجليزية: Lancisi's sign)‏، هي علامة سريرية تظهر فيها موجة وريدية كبيرة، أو ما يسمى بـ الموجة العملاقة V، تظهر في الوريد الوداجي وتحديداً في المرضى الذين يعانون من قصور الصمام ثلاثي الشرف. يحدث بسبب تدفق الدم للخلف إلى الوريد الوداجي عبر الصمام ثلاثي الشرفات لعد اقفاله بشكل كامل أثناء انقباض البطين.
سميت العلامة باسم جيوفاني ماريا لَانتشيزي.